# Bidé

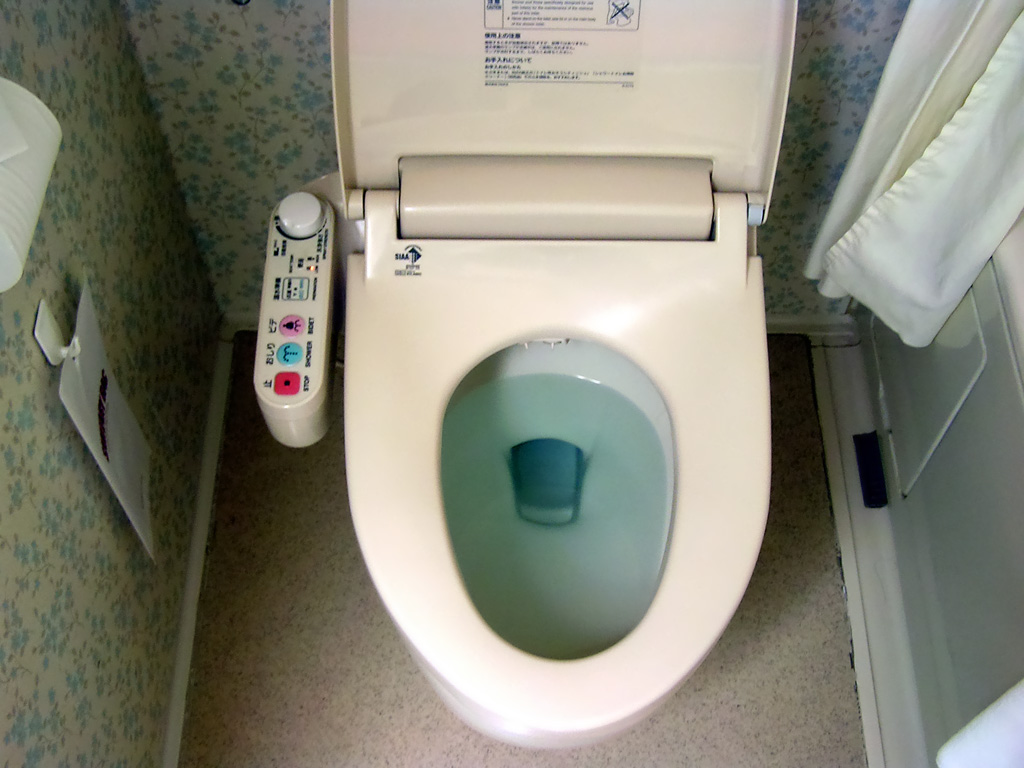
Modern japán toalett, amely fűthető ülőkével rendelkezik, és a végbélnyílást meleg vízsugár öblíti, majd meleg levegő szárítja

A bidé higiéniás berendezés az altest tisztítására.

## A bidé története
A „bidé” szó a francia nyelvre vezethető vissza. A szót a francia királyi családok használták eredetileg, a pónikra. Ez a különös szóhasználat a bidék kezdeti formája miatt alakult ki: ezek még egy emelvényen voltak, használóik pedig úgy ültek rajtuk szétterpesztett lábakkal, mintha egy lóra szálltak volna fel.
A bidé története a francia bútorgyártók innovációjával kezdődött, mely a 17. század végére, illetve a 18. század elejére tehető. A bidé feltalálójának neve és a feltalálás pontos időpontja sajnos nem ismert. Egyesek azt gondolják, hogy a feltaláló személye nem más, mint Christophe Des Rosiers, aki a francia királyi család bútorgyártója volt.
A bidéről szóló első feljegyzések az 1710-es évből származnak. A 19. század folyamán az európaiak kifejlesztettek egy porcelánbidé-változatot.A kolera hatása volt mindenesetre, hogy a higiénia, a tisztaság és az egészség közötti összefüggésre (újra) ráébresztette az európaiakat, lökést ad a szappangyártásnak, a fürdőszobák elterjedésének. A piszkos nyugat és a fürdőző kelet között a félúton Magyarország a kora újkorban a testi higiénia területén a 19–20. században követni kezdte a nyugatot a fokozottabb tisztaság felé. A bidé elterjedt a középosztály lakásaiban. Köszönhetően a Viktória korabeli (viktoriánus) vízvezeték-fejlesztéseknek, a bidék átkerültek a hálószobából a fürdőszobába. Az 1960-ban megjelenő elektromos bidéket a már meglévő, kiépített vécéhez csatlakoztatták, kiegészítésként. Ez nagyon jó megoldásnak mutatkozott azokban a fürdőszobákban, ahol nem volt elegendő hely a külön vécé és bidé kialakításához.

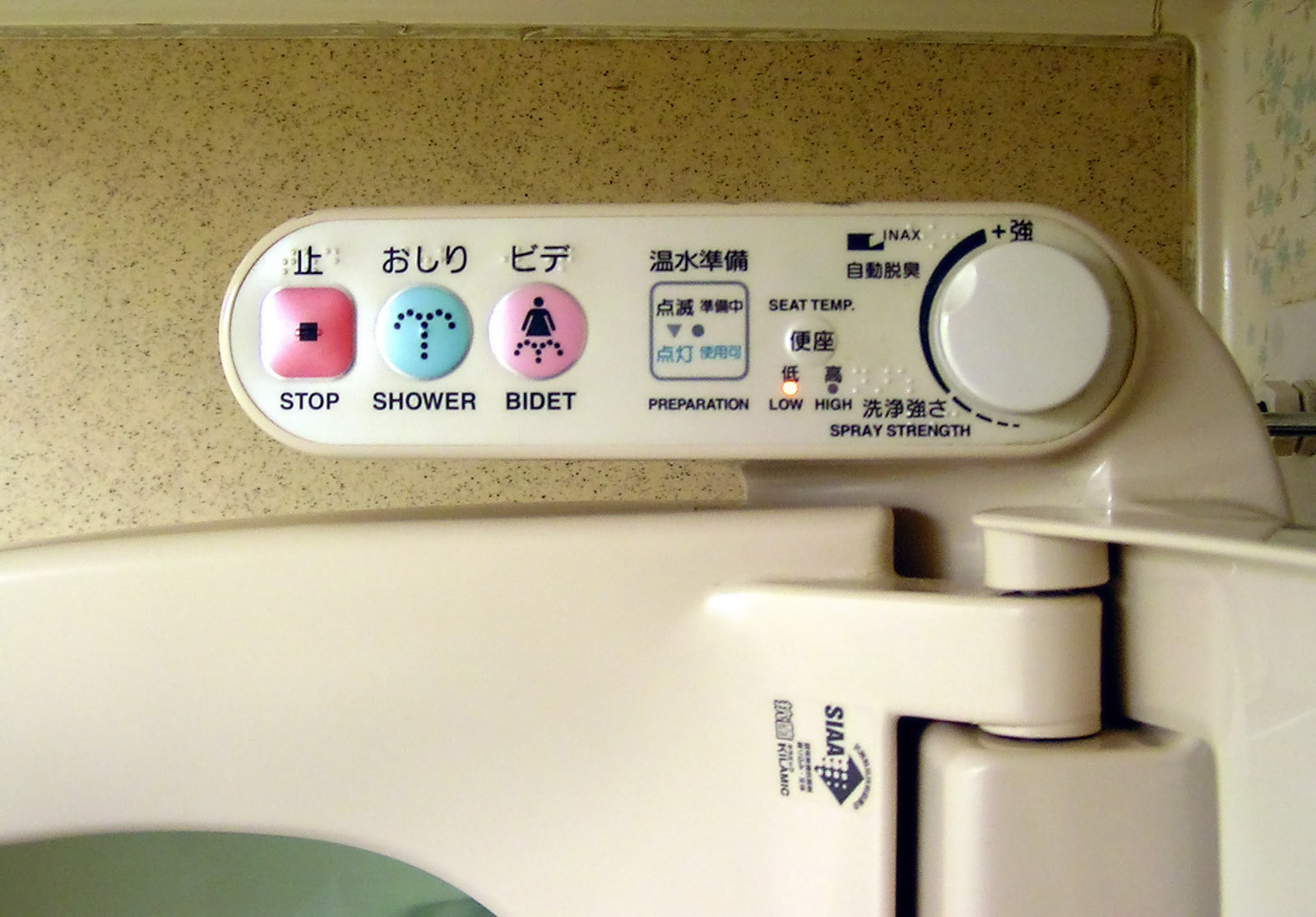
Korszerű japán bidé kezelőpultja

## Bidéváltozatok
- Normál, különálló bidé: külön helyigénye körülbelül 1,5 m², hideg-meleg vizes)
- Bidé és WC egyben egy porcelánban. A bidé fúvókát egyenesen a porcelánba építette a gyártó. Ezt a fúvókát egy egyszerű egykaros keverő csapteleppel kell összekötni. Kapható falra szerelhető, Kombi tartályos és szabadon álló változatban is. Ezen felül több dizájnban is kapható.
- Bidés WC-ülőke: WC-ülőkébe épített, bidé-funkció ellátására alkalmas hideg-meleg vizes készülék, hasonló, mint a normál bidé, azonban nincs szükség plusz 1,5 m² helyre, hanem a meglévő WC-csészére ráilleszthető, akár egy WC-ülőke
- Úti mobil bidé: hordozható, hideg vizes vagy előre kevert víz köthető rá. A használó akárhová magával viheti, akár a hétvégi házába is, ha hosszabb ideig ott tartózkodik.
- Elektromos luxusbidé (hideg-meleg vizes, szárítós, távirányítós, fűthető ülőkés luxusváltozat)
- Távirányítós elektromos luxusbidé (mozgáskorlátozottak esetében kifejezetten hasznos dolog a távirányítóval irányítható készülék)
- Bidéadapter: hideg-meleg vizes (azok számára jó választás, akik nem tudnak külön bidét elhelyezni a lakásukban)

## Képgaléria

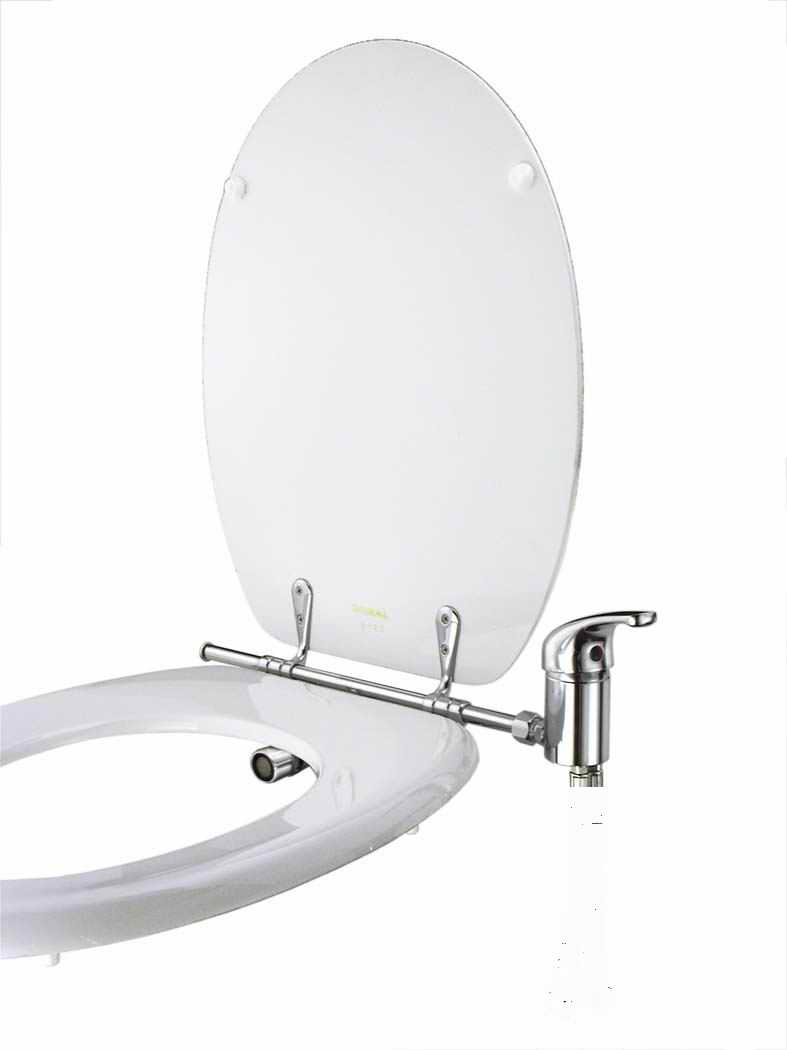
Bidés WC-ülőke
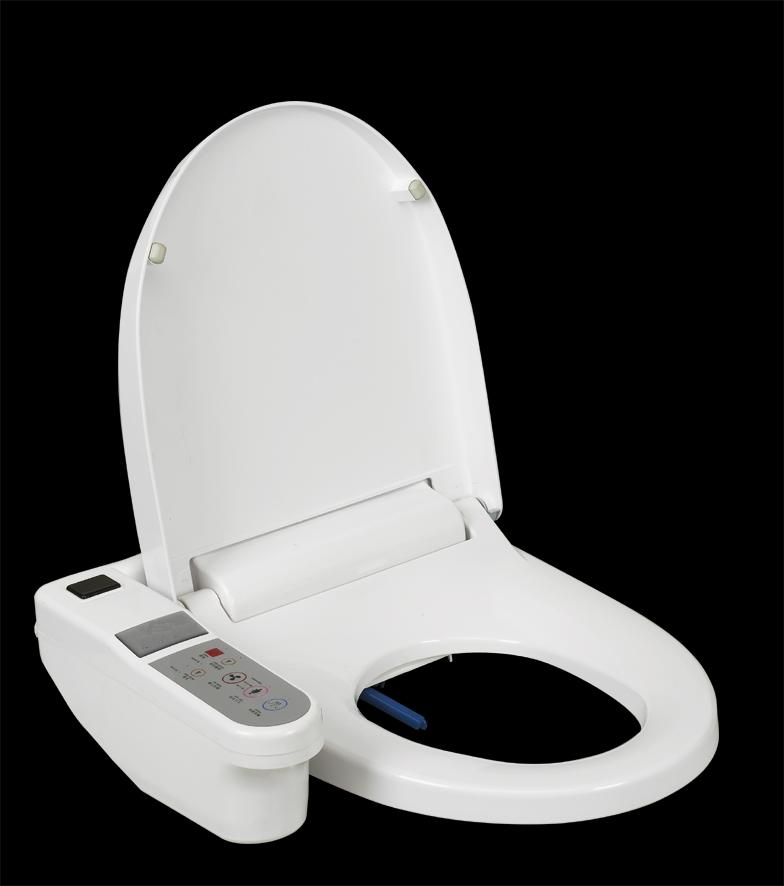
Elektromos luxusbidé
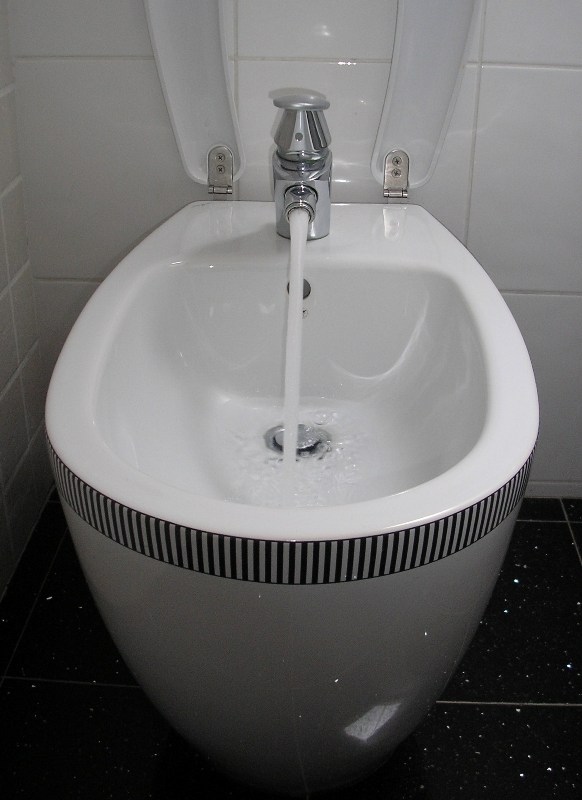
Normál bidé
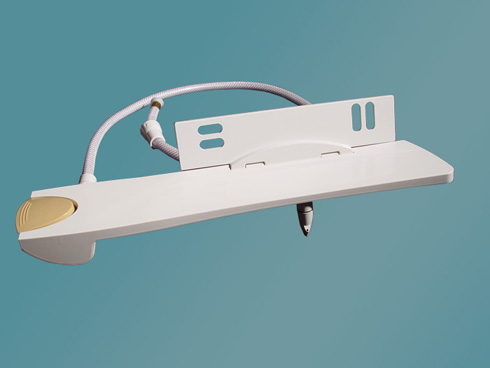
Úti mobil bidé
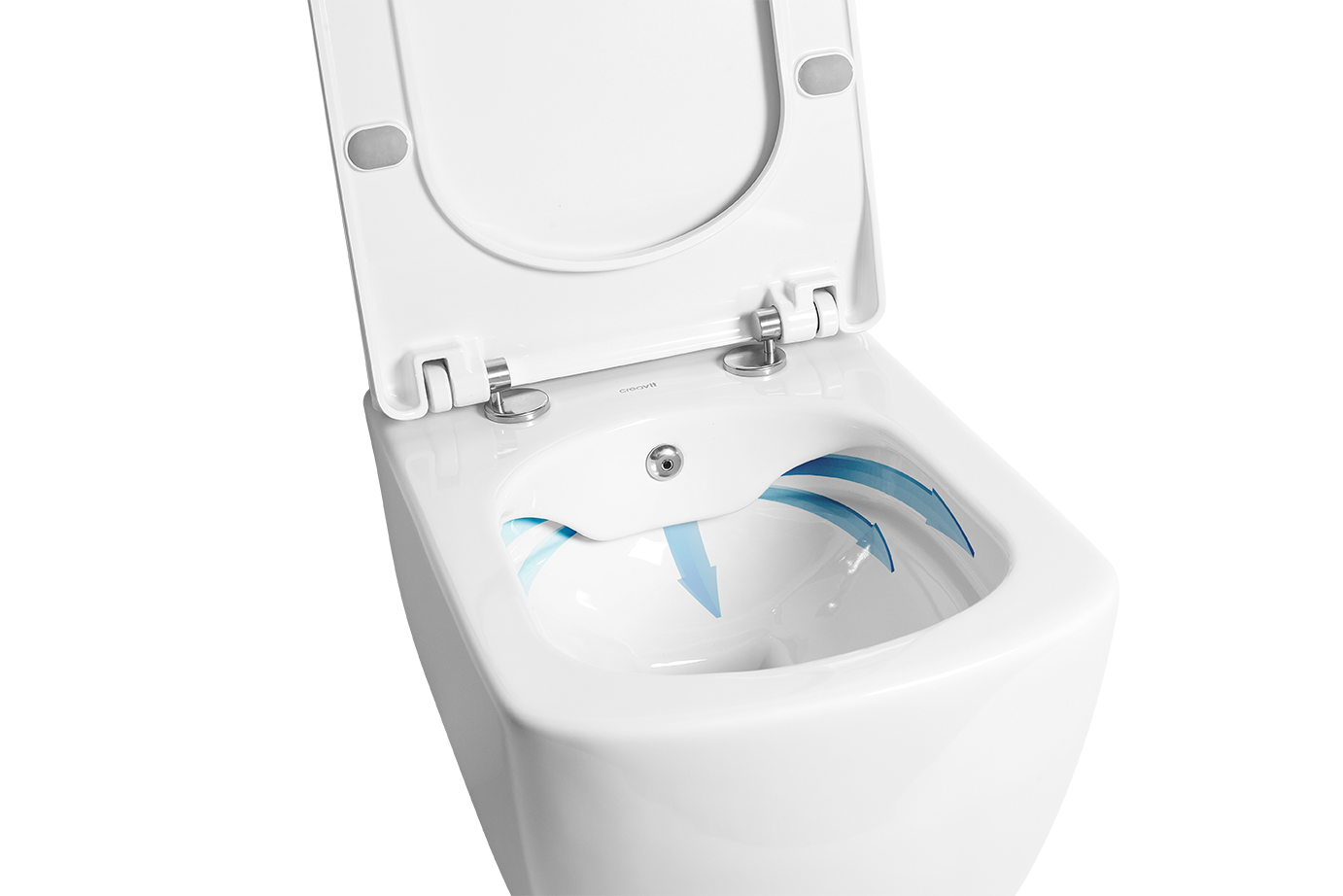
Bidé és WC egyben egy porcelánban